# GS1
GS1 è un'organizzazione non profit che sviluppa e mantiene standard globali per la comunicazione tra imprese. Il più noto fra questi standard è il codice a barre, un simbolo grafico stampato sui prodotti che può essere scannerizzato elettronicamente. Più di 100 milioni di prodotti riportano i codici a barre GS1 e generano più di sei miliardi di scansioni al giorno.
GS1 è formata da 115 organizzazioni (Member Organization, o M.O.) e fornisce servizi a più di due milioni di aziende a livello globale. 
Gli standard e i servizi GS1 sono progettati per migliorare l’efficienza, la sicurezza e la visibilità delle supply chain, attraverso strumenti fisici e digitali, in un’ampia gamma di settori diversi. Le soluzioni GS1 compongono un linguaggio comune di business che identifica, “cattura” e permette di condividere informazioni sui prodotti, le sedi di produzione e distribuzione, gli asset logistici e molto altro.

## Storia
Nel 1969, negli Stati Uniti, le imprese della vendita al dettaglio erano alla ricerca di una soluzione per velocizzare il processo di check-out nei punti vendita: per questo motivo venne istituito un comitato ad hoc con il compito di studiare un modo per uniformare i codici di identificazione dei prodotti di largo consumo. 
Nel 1973, fra le diverse soluzioni ipotizzate, fu selezionato l’Universal Product Code (UPC), che divenne così il primo standard per l’identificazione univoca dei prodotti. Nel 1974, per amministrare questo standard, fu fondato l’Universal Code Council (UCC, oggi GS1 US). Il 26 giugno 1974, un pacchetto di gomme da masticare Wringley diventò il primo prodotto a essere scannerizzato tramite codice a barre in un negozio.
Nel 1976, l’originale configurazione del codice a 12 cifre fu ampliata a 13: questo consentì al sistema di identificazione di essere utilizzato anche al di fuori degli Stati Uniti. Nel 1977 fu fondata a Bruxelles dai rappresentanti di 12 Paesi europei l’European Article Numbering Association (EAN).
Nel 1990, EAN e UCC firmarono un accordo di cooperazione globale e ampliarono la propria presenza internazionale fino a raggiungere 45 Paesi. Nel 1999, EAN e UCC lanciarono l’Auto-ID Centre: l’obiettivo era sviluppare il codice prodotto elettronico (EPC), che consentisse agli standard GS1 di essere utilizzati per l’RFID.
Nel 2004, EAN e UCC lanciarono il Global Data Synchronization Network (GDSN), un’iniziativa globale basata sulla rete internet che consentiva ai propri partner commerciali di efficientare lo scambio dei dati anagrafici dei prodotti.
Alla fine del 2005 l’organizzazione era presente in più di 90 Paesi e iniziò a usare il nome GS1 a livello internazionale: “GS1” non è un acronimo ma si riferisce allo scopo dell’organizzazione, che è quello di offrire un sistema globale di standard.
Nell’agosto del 2018 è stato ratificato il GS1 Web URI Structure Standard: questo standard dà la possibilità di abbinare a ciascun prodotto, tramite un QR code, un unico ID per immagazzinare uno URI (un indirizzo simile a una pagina web).

## I codici a barre
Giudicato da BBC una delle "50 cose che hanno reso globale l'economia", il codice a barre ottimizza l'identificazione e la gestione delle informazioni dei prodotti. Riduce tempi ed errori mentre allo stesso tempo garantisce maggiori tracciabilità e trasparenza.
Oggi nel mondo:

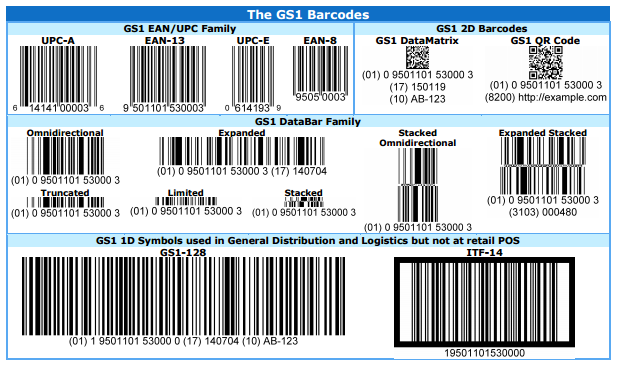
I codici a barre GS1

● 6 miliardi di codici GS1 vengono scansionati ogni giorno.
● 100 milioni di prodotti hanno un codice GS1.
● 1,5 milioni di aziende usano i codici GS1.
GS1 ha introdotto il codice a barre nel 1974. I codici a barre codificano un numero di identificazione che può essere scansionato elettronicamente, rendendo più semplice la possibilità tracciare, processare e stoccare un prodotto. 
I codici a barre, attraverso strumenti fisici e digitali, migliorano l’efficienza, la sicurezza, la rapidità e la visibilità delle supply chain. I codici a barre hanno un ruolo cruciale nella distribuzione – inclusi oggi i marketplace online – andando oltre la semplice velocizzazione del check-out per arrivare a una gestione dell’inventario e della consegna più efficienti e alla possibilità di vendere online su scala globale. Nel solo Regno Unito, l’introduzione del codice a barre nel settore retail ha portato a un risparmio di 10,5 miliardi di sterline all’anno.
Alcuni dei codici a barre sviluppati e gestiti da GS1 sono: EAN/UPC (usati soprattutto per i beni di consumo), GS1 DataMatrix (usati soprattutto per i prodotti healthcare), GS1-128, GS1 DataBar, e GS1 QR Code.

## Gli standard
Lo standard GS1 più autorevole è il GTIN. Il GTIN identifica univocamente i prodotti in tutto il mondo e rappresenta la base del sistema GS1.
I principali standard GS1 sono:
- Application Level Events (ALE)
- Core Business Vocabulary (CBV)
- Codici a barre EAN/UPC
- EPCIS
- Etichette EPC/RFID
- GEPIR
- Global Data Model
- Global Data Synchronization Network (GDSN)
- Global Document Type Identifier (GDTI)
- Global Individual Asset Identifier (GIAI)
- Global Identification Number for Consignment (GINC)
- Global Location Number (GLN)
- Global Product Classification (GPC)
- Global Returnable Asset Identifier (GRAI)
- Global Service Relationship Number (GSRN)
- Global Shipment Identification Number (GSIN)
- Global Trade Item Number (GTIN)
- GS1-128
- GS1 DataBar
- GS1 DataMatrix
- GS1 Digital Link
- GS1 EDI
- ITF-14
- Low-Level Reader Protocol (LLRP)
- Object Name Service (ONS)
- Serial Shipping Container Code (SSCC)

Molti degli standard GS1 – come il GTIN, il GLN e l’SSCC – sono anche standard ISO.
GS1 funge anche da segretariato per l’Automatic Identification and Data Capture Techniques Technical Committee di ISO (ISO/IEC JTC 1/SC 31).
Gli standard GS1 sono sviluppati e mantenuti attraverso il GS1 Global Standards Management Process (GSMP), una community che coinvolge rappresentanti di differenti aziende e settori. Insieme, questi soggetti studiano e implementano soluzioni basate sugli standard per affrontare le sfide comuni della supply chain.
GS1 è membro dell'Istituto europeo per le norme di telecomunicazione (ETSI).

## Settori

### Largo consumo e marketplace
Il largo consumo, il primo settore con cui GS1 ha iniziato a lavorare, è ancora l’ambito di riferimento. Oggi, GS1 opera in quattro macrosettori: abbigliamento, alimentari freschi, beni di largo consumo e grande distribuzione.
Nel largo consumo, le aree chiave di attenzione includono sostenibilità, qualità dei dati, conformità alla normativa vigente, tracciabilità dei prodotti dall’origine alla consegna e integrazione a monte fra i produttori e i distributori.
Poiché i consumatori alternano gli acquisti in negozio e l’e-commerce, occorre costruire un’esperienza di acquisto coerente, efficiente, sicura e rapida. GS1 ha sviluppato standard che, fornendo digitalmente informazioni accurate e complete, identificano univocamente i prodotti a beneficio tanto dei consumatori quanto dei motori di ricerca.
Le più importanti piattaforme di e-commerce – come eBay, Amazon e Google Shopping – richiedono alle aziende di utilizzare un GTIN di GS1 per vendere sui propri siti web.

### Settore sanitario e healthcare
Dal 2005, GS1 opera nel settore sanitario con l’obiettivo di migliorare la sicurezza dei pazienti e di portare efficienza nella supply chain. 
Lo sviluppo e l’implementazione degli standard GS1 per l’healthcare supportano il comparto nella tracciabilità dei prodotti dal produttore al paziente, contribuiscono a identificare i prodotti contraffatti, aiutano a prevenire gli errori, permettono campagne di richiamo efficaci e affiancano i processi clinici. Più di 70 Paesi in cui gli standard GS1 vengono utilizzati – sia per i motivi sopra indicati che per medicinali e i dispositivi medici – hanno normative specifiche per il settore sanitario o requisiti che vincolano i partner commerciali. Fanno parte di GS1 Healthcare più di 140 aziende leader del settore a livello internazionale.

### Altri settori
GS1 opera in altri tre settori chiave dell’industria globale: trasporti e logistica, ristorazione e settori tecnici. Le 115 M.O. di GS1, attive in più di 100 Paesi nel mondo, collaborano nel loro insieme con dozzine di settori economici.

## Membership
GS1 conta più di due milioni di aziende utenti a livello internazionale. Le aziende possono diventare parte di GS1 aderendo all'organizzazione GS1 locale.

## Governance e struttura
La governance di GS1 è strutturata su tre livelli:
Primo livello – Assemblea Generale GS1, composta da rappresentanti di tutte le M.O.
Secondo livello – GS1 Management Board, responsabile della strategia globale (composto dai leader chiave dei business multinazionali e delle M.O. di GS1). I membri del GS1 Management Board sono manager con posizioni di vertice nelle seguenti organizzazioni:
- Abudawood
- Alibaba Group
- B. Braun Melsungen
- Beijing Hualian Group
- bol.com
- Consumer Goods Forum
- Dr. Oetker
- Google
- Grupo Bimbo
- Grupo Éxito
- IGA
- The J.M. Smucker Company
- Johnson & Johnson
- L'Oréal
- LF Logistics
- Metro AG
- Nestlé
- Procter & Gamble
- Reliance Retail
- Royal College of Physicians and Surgeons of Canada
- GS1 Australia
- GS1 Canada
- GS1 China
- GS1 Egypt
- GS1 France
- GS1 Germany
- GS1 Hong Kong
- GS1 Italy
- GS1 Paraguay
- GS1 US
- GS1 Vietnam

Terzo livello – GS1 Global Office e le GS1 locali (M.O.). Il GS1 Global Office guida lo sviluppo e la manutenzione dei nuovi standard. Le M.O. si concentrano sui servizi locali e sull’implementazione degli standard. I board delle M.O. sono responsabili delle Direzioni strategiche locali (composte dai leader delle aziende nazionali).
A livello globale ci sono altri tre organismi:
- Il GS1 Data Excellence Board (responsabile per la strategia dei dati GS1).
- Il GS1 Innovation Board e l’EPCglobal Board of Governors (responsabili per le attività di innovazione e R&D di GS1).

### Finanziamento
Le M.O. di GS1 sono finanziate dai rispettivi soci locali attraverso la quota associativa annuale e l’acquisto di servizi.

### Partner
GS1 collabora con altre organizzazioni internazionali. Alcuni dei partner di GS1 sono:
- Consumer Goods Forum[20]
- International Standards Organisation (ISO)[10]
- NATO[21]
- United Nations[22]
- UN Refugee Agency (UNHCR)[23]
- World Customs Organisation (WCO)
- International Society for Quality in Health Care (ISQua)
- Joint Initiative Council (JIC)